# Nero d'avola
Nero d’avola är en siciliansk blå druva från Avola vars namn betyder ”den mörka från Avola”. Druvan ger robusta viner, som tål lång lagring, speciellt efter en tid på ekfat. Det är också den enda druvan med rött fruktkött, således kan man inte göra vita viner på druvan. Denna druva växer endast på Sicilien.